# Pathophysiologie
Pathophysiologie oder auch Pathologische Physiologie (seltener physiologische Pathologie) setzt sich begrifflich aus den Komponenten Pathologie und Physiologie zusammen. Darin ist die Pathologie die Lehre von den krankhaften Veränderungen am Körper eines Lebewesens und die Physiologie die Lehre von der Funktionsweise des Körpers (griechisch Physis) eines Lebewesens.
In der begrifflichen Kombination „Pathophysiologie“ ist gemeint, wie der Körper unter den krankhaften Veränderungen abweichend funktioniert und welche Funktionsmechanismen zu der krankhaften Veränderung führen (Pathogenese). Dabei akzeptiert man, dass selbst einer krankhaften Veränderung noch eine gewisse (physiologisch sinnvolle) Normalfunktion zukommt, indem hierdurch das physiologische Gleichgewicht des Organismus gewahrt bleibt (Homoiostase). Diese Tatsache hat für die Diagnostik entscheidende Bedeutung, da sie von einem Kontinuum zwischen gesund und krank ausgeht, in dem sich (immer noch) normale Lebensvorgänge abspielen, und nicht von einer strikten Unterscheidung zwischen gesund und krank.